# Bergman, Arkansas
Bergman là một thị trấn thuộc quận Boone, tiểu bang Arkansas, Hoa Kỳ. Năm 2010, dân số của thị trấn này là 439 người.

## Dân số
- Dân số năm 2000: 407 người.
- Dân số năm 2010: 439 người.